# Homohadena kappa
Homohadena kappa là một loài bướm đêm trong họ Noctuidae.